# Alan Wake's American Nightmare
Alan Wake's American Nightmare è un videogioco sviluppato da Remedy Entertainment e distribuito esclusivamente attraverso digital delivery su Xbox Live per Xbox 360 e su Steam per PC.
Il gioco prosegue la storia dello scrittore iniziata con Alan Wake. Secondo gli stessi sviluppatori questo titolo, pur rappresentando un'esperienza di gioco completa, non è da considerarsi Alan Wake 2, ma più che altro come uno spin-off o come un approfondimento della trama della serie, e sarà un contenuto scaricabile da Xbox Live.
A differenza del primo capitolo, che, sebbene avesse molti elementi d'azione, era principalmente avventura dinamica, American Nightmare è uno sparatutto in terza persona. Il 27 ottobre 2023 è stato distribuito il sequel diretto del primo gioco, Alan Wake II.

## Trama
Nonostante la natura arcade di American Nightmare, la trama del gioco è piuttosto ricca e fortemente connessa con il suo predecessore. Alan si trova ancora all'interno del luogo oscuro benché stia trovando un modo per emergerne. Si trova ora in una città fittizia, scaturita dalle sceneggiature che egli stesso scrisse anni addietro per il serial televisivo Night Springs (una serie inventata che ha molti punti di contatto con il ben noto serial tv Ai confini della realtà). Qui Alan approfondirà la sua conoscenza dell'entità oscura di cui è prigioniero scoprendo che Bright Falls non era l'unico luogo al mondo in cui l'oscurità cercava di prendere il sopravvento su tutto. Altro elemento di connessione è il fantomatico Signor Graffio, un clone di Alan con cui si incontrò brevemente alla fine del primo capitolo e che ora terrorizza i suoi conoscenti più vicini principalmente tramite apparizioni in sogni, mentre il vero Wake è prigioniero delle tenebre. Questo doppio sembra essere una creatura oscura, dedita ad omicidi e torture, capace di viaggiare attraverso le varie realtà. Dopo aver sconfitto diverse ondate di nemici ripetendo per tre volte i tre atti della puntata originale di Night Springs, Alan riesce a sconfiggere il Signor Graffio distruggendolo dall'interno, ma l'essenza oscura da cui è nato è ancora viva e pronto a farlo tornare.

## Sviluppo
Subito dopo l'uscita del primo capitolo, Remedy iniziò a sviluppare un ipotetico Alan Wake 2. Remedy, dopo sei mesi di sviluppo, completò un prototipo da mostrare a Microsoft, publisher del primo capitolo. Sam Lake aveva molte idee innovative per Alan Wake 2, tra cui l'intenzione di inserire un serial televisivo in live action dentro il disco di gioco, la cui storia si sarebbe poi intersecata con quella della parte di gameplay. Microsoft fu entusiasta di questa idea, ma preferì, invece di creare un seguito di Alan Wake (che è di proprietà di Remedy e non di Microsoft), creare una nuova proprietà intellettuale di sua proprietà, basata sull'idea di Lake. Remedy dunque iniziò a sviluppare la nuova IP di Microsoft, ovvero Quantum Break. In questo modo Alan Wake 2 fu momentaneamente cancellato. Remedy però per non sprecare i 6 mesi di lavoro dedicati al sequel di Alan Wake, decise di riutilizzare quel prototipo per creare uno spin-off che continuasse la storia del primo capitolo. In questo modo, una piccola parte di Remedy creò dalle ceneri di Alan Wake 2 quello che poi è uscito sul mercato come Alan Wake's American Nightmare.

## Fight Till Dawn
Il cuore dell'esperienza di gioco è la modalità "Combatti fino all'Alba", una modalità orda nella quale bisognerà sopravvivere alle forze dell'antagonista, Mr. Graffio, per una notte in un ambiente di gioco dove il Giocatore dovrà uccidere i nemici per guadagnare punti ed acquistare armi.

## Curiosità
Anche se gli autori stessi hanno ritenuto American Nightmare uno Spin-off al suo interno si possono trovare diverse informazioni che verranno prese in considerazione sull'effettivo Secondo Capitolo della serie, senza contare il fatto che i poteri di Alan qui approfonditi e la fine del Signor Graffio sono elementi fondamentali per comprendere a pieno l'intera opera narrativa.
- Old Gods of Asgard - Il famoso gruppo musicale composto dai fratelli Odin e Tor Anderson torna a suonare dopo più di trent'anni di inattività grazie a Barry Wheeler. Hanno combattuto l'oscurità prima di Alan e ne sono ancora oggi influenzati, quando salgono sul palco o registrano un nuovo pezzo la realtà intorno a loro si distorce riportandoli ad essere giovani e prestanti il tempo necessario a completare lo Show. Sono sempre interpretati dal gruppo metal Finlandese Poets of the Fall. Nel secondo capitolo ufficiale della serie presentano delle incongruenze narrative, in American Nightmare viene infatti chiarita la Lineup del gruppo con Tor alla voce e Odin alla chitarra, in passato avevano anche un Bassista morto di leucemia, mentre in Alan Wake II Odin è alla voce e al basso mentre Tor è alla batteria, oltretutto l'occhio coperto del cantante è quello sbagliato[2].

- Signor Graffio - Alla fine del primo gioco vediamo Alan scindersi in due dando vita al suo Doppelgänger oscuro chiamato Signor Graffio, qui scopriamo che ha vissuto sul piano dell'esistenza a godersi una vita fatta di eccessi, violenza, alcol, soldi e potere per un tempo imprecisato. Lui stesso afferma di essere nato dalle voci che giravano su Alan a Cauldron Lake durante le indagini del primo gioco e grazie al potere del lago è potuto divenire fisico. In un documento viene specificato che la sua coscienza è legata ad un essere alieno che abita la realtà oscura, un video al Drive-In conferma inoltre che oltre il velo della realtà esistono altri esseri Lovecraftiani che vogliono impadronirsi del piano dell'esistenza e che lui li serve fedelmente anche se con riluttanza[3].

- Messaggi di Alan - Ogni tanto Alan sfrutta i sogni e le speranze delle persone per creare degli squarci fra il mondo dell'oscurità e quello dell'esistenza per mandare dei messaggi con la speranza che questi vengano recepiti dai suoi amici e conoscenti. Sfrutta questa capacità per trasportare momentaneamente Night Springs, sognata da Barry, vicino a Cauldron Lake così da poter fuggire[4].

- Barry Wheeler - Viene approfondita la sua amicizia con Barry, si conoscono fin dai tempi delle elementari ed era il più furbo del gruppo, è stato proprio lui a trovargli l'ingaggio per Night Springs ad inizio carriera.

- Gli Abitanti - Alan Wake ha il potere di plasmare la realtà tramite i suoi racconti e al termine del primo capitolo scopre di poter creare dal nulla anche oggetti e persone (crea Thomas Zane per fargli creare a sua volta il Clicker così da sconfiggere Barbara), in questo episodio decide di dare vita a tre improbabili personaggi senzienti che lo aiuteranno nella sua impresa di sconfiggere Mister Graffio: Emma Sloan (Meccanico), dr.ssa Rachel Meadows (Astronoma) e Serena Valdivia (Proiezionista e amica di Alice).

- L'Incubo Americano - Verso la fine del gioco, tramite i documenti del Drive-In, scopriamo che tutto, comprese le azioni malvagie del Doppelgänger, sono state dettate dallo stesso Alan. Per sconfiggere il suo sosia ha creato una nuova realtà confusa dove non è ben chiaro chi detti le regole del gioco, gli stessi esseri d'ombra pare siano stati inventati dal protagonista. C'è da ricordarsi che il potere del lago ha effetto solo su un genuino atto di creazione, una composizione artistica spinta dalla capacità e dalla creatività del proprio creatore, ogni cosa plasmata a proprio favore senza alcuna logica o scopo narrativo non avrebbe effetto, per questo Alan ha scritto un piano malvagio totalmente incline alla mentalità del suo doppio, così che la trappola potesse funzionare[4].
- Campione della Luce e l'Araldo dell'oscurità - In un vecchio episodio di Night Springs, Alan Wake scrisse dell'infinita lotta fra il bene e il male rappresentando i due campioni come gemelli nati dai rispettivi elementi, nel gioco Alan prende il ruolo del Campione della Luce e il Signor Graffio quello dell'Araldo dell'Oscurità. Nel secondo capitolo della serie gli Old Gods of Asgard incidono una traccia chiamata Herald of Darkness dove viene raccontata in 14 minuti l'intera avventura vissuta da Alan prima di scindersi e dare vita al Signor Graffio chiamandoli Campione della Luce e, appunto, Araldo dell'oscurità[5].
- Alan Wake nell'Oscurità - Nel finale, anche se sconfitto il Signor Graffio e salvato Alice, si lascia intendere che tutto è avvenuto all'interno di un sogno e che se anche il Doppelgänger fosse stato sconfitto questi difficilmente sarebbe morto, come non avrebbe potuto vivere sul piano dell'esistenza o abbandonare del tutto il Luogo Oscuro, stessa cosa vale per Alan che è in realtà ancora nella casa di Cauldron Lake a scrivere il romanzo Return. Nel Secondo Capitolo viene chiarito che a scrivere Return in realtà è il Signor Graffio anche se le due entità sono affrontate in modo molto più psicologico rispetto ad American Nightmare.

## Influenze ed ispirazioni
Mentre il primo capitolo della serie prendeva le mosse dalle atmosfere psicologiche ed inquietanti di opere quali I segreti di Twin Peaks, Lost o Ai confini della realtà o anche da celebri romanzi di Stephen King quali La metà oscura e Shining, questo nuovo capitolo della saga vira su atmosfere decisamente più horror/action, con molti riferimenti al cinema di Quentin Tarantino e Robert Rodriguez, in particolare Dal tramonto all'alba ed in generale dal cinema d'exploitation.